# Aspria Tennis Cup 2013
L'Aspria Tennis Cup 2013 è stato un torneo di tennis facente parte della categoria ATP Challenger Tour nell'ambito dell'ATP Challenger Tour 2013. È stata l'8ª edizione del torneo che si è giocata a Milano in Italia dal 17 al 23 giugno 2013 su campi in terra rossa e aveva un montepremi di €30,000+H.

## Partecipanti singolare

### Teste di serie
| Nazionalità | Giocatore             | Ranking* | Testa di serie |
| ----------- | --------------------- | -------- | -------------- |
| Italia      | Filippo Volandri      | 114      | 1              |
| Argentina   | Diego Schwartzman     | 133      | 2              |
| Ucraina     | Ivan Serheev          | 174      | 3              |
| Kazakistan  | Andrej Golubev        | 177      | 4              |
| Turchia     | Marsel İlhan          | 186      | 5              |
| Italia      | Potito Starace        | 203      | 6              |
| Ecuador     | Julio César Campozano | 234      | 7              |
| Giappone    | Tarō Daniel           | 244      | 8              |

- Ranking al 10 giugno 2013.

### Altri partecipanti
Giocatori che hanno ricevuto una wild card:
- Alessandro Bega
- Gianluigi Quinzi
- Riccardo Sinicropi
- Matteo Trevisan

Giocatori che sono passati dalle qualificazioni:
- Oliver Golding
- Máximo González
- Filip Krajinović
- Andrej Martin

Giocatori che hanno ricevuto un entry come special exempt:
- Ivo Minář

## Partecipanti doppio

### Teste di serie
| Nazionalità | Giocatore        | Nazionalità   | Giocatore      | Ranking* | Testa di serie |
| ----------- | ---------------- | ------------- | -------------- | -------- | -------------- |
| Croazia     | Marin Draganja   | Croazia       | Franko Škugor  | 269      | 1              |
| Australia   | Alex Bolt        | Taipei cinese | Peng Hsien-yin | 352      | 2              |
| Kazakistan  | Andrej Golubev   | Kazakistan    | Jurij Ščukin   | 354      | 3              |
| Italia      | Alessandro Motti | Italia        | Matteo Volante | 395      | 4              |

- Ranking al 10 giugno 2013.

### Altri partecipanti
Coppie che hanno ricevuto una wild card:
- Alessandro Petrone /  Riccardo Sinicropi
- Gianmarco Amico /  Alessandro Busca
- Marco Crugnola /  Daniele Giorgini

## Vincitori

### Singolare
Filippo Volandri ha battuto in finale  Andrej Martin con il punteggio di 6–3, 6–2

### Doppio
Marco Crugnola /  Daniele Giorgini hanno battuto in finale  Alex Bolt /  Peng Hsien-yin con il punteggio di 4–6, 7–5, [10–8]